# Udo W. Scholz
Udo Werner Scholz (* 16. Mai 1939 in Breslau) ist ein deutscher Altphilologe.

## Leben
Udo Scholz studierte Klassische Philologie an den Universitäten München und Erlangen-Nürnberg, wo er 1963 mit der Dissertation Der Redner M. Antonius promoviert wurde. Anschließend arbeitete er als Wissenschaftlicher Assistent an der Universität Erlangen-Nürnberg. Seine Habilitation erreichte er 1969 mit der Schrift Studien zum altitalischen und altrömischen Marskult und Marsmythos, die 1970 gedruckt wurde. Nach der Habilitation war Scholz als Wissenschaftlicher Rat und Privatdozent weiterhin in Erlangen tätig. 1974 wechselte er als ordentlicher Professor an die Universität Würzburg (auf den Lehrstuhl für Latinistik), wo er 2007 emeritiert wurde.
Scholz beschäftigt sich besonders mit der antiken römischen Literatur- und Geistesgeschichte und mit der römischen Religion. Er ist Mitglied der Mommsen-Gesellschaft (seit 1969) und der Society for Classical Studies (seit 1972). 1998 erhielt er die Ehrendoktorwürde der Universität Caen in Frankreich. Sein langjähriges Forschungsprojekt, eine dreibändige kommentierte Ausgabe der Persius-Scholien, erschien 2009/2018/2023 in Buchform.

## Schriften
- Der Redner M. Antonius. Dissertation, Universität Erlangen-Nürnberg 1963.
- Studien zum altitalischen und altrömischen Marskult und Marsmythos (= Bibliothek der klassischen Altertumswissenschaften. Neue Folge, Reihe 2, Band 35). C. Winter, Heidelberg 1970.
- mit Claudia Wiener: Persius-Scholien. Die lateinische Persius-Kommentierung der Traditionen A, D und E. Eingeleitet und herausgegeben unter Mitarbeit von Ulrich Schlegelmilch (= Wissensliteratur im Mittelalter. Band 46). Reichert, Wiesbaden 2009, ISBN 978-3-89500-631-9.
- Der römische Kalender. Entstehung und Entwicklung (= Akademie der Wissenschaften und der Literatur Mainz, Abhandlungen der Geistes- und Sozialwissenschaftlichen Klasse. Jahrgang 2011, Nummer 3). Steiner, Stuttgart 2011, ISBN 978-3-515-09892-2.
- Persius-Scholien. Die lateinische Persius-Kommentierung der Tradition C. Unter Mitwirkung von Konrad Goehl eingeleitet und herausgegeben (= Wissensliteratur im Mittelalter. Band 55). Reichert, Wiesbaden 2018, ISBN 978-3-95490-281-1.
- Persius-Scholien. Die lateinische Persius-Kommentierung der Tradition B. Unter Mitwirkung von Konrad Goehl eingeleitet und herausgegeben (= Wissensliteratur im Mittelalter. Band 58). Reichert, Wiesbaden 2023, ISBN 978-3-7520-0700-8.